# Grand Prix automobile de Saint-Marin 2001
GP précédent GP suivant
Le Grand Prix automobile de Saint-Marin 2001 (Gran Premio Warsteiner di San Marino 2001), disputé sur l'Autodromo Enzo e Dino Ferrari le 15 avril 2001, est la 667e épreuve de l'histoire du championnat du monde de Formule 1 courue depuis 1950 et la quatrième épreuve du championnat 2001.

## Classement
| Pos. | No | Pilote                | Écurie           | Tours | Temps/Abandon                      | Grille | Points |
| ---- | -- | --------------------- | ---------------- | ----- | ---------------------------------- | ------ | ------ |
| 1    | 5  | Ralf Schumacher       | Williams-BMW     | 62    | 1 h 30 min 44 s 817 (202,219 km/h) | 3      | 10     |
| 2    | 4  | David Coulthard       | McLaren-Mercedes | 62    | + 4 s 352                          | 1      | 6      |
| 3    | 2  | Rubens Barrichello    | Ferrari          | 62    | + 34 s 766                         | 6      | 4      |
| 4    | 3  | Mika Häkkinen         | McLaren-Mercedes | 62    | + 36 s 315                         | 2      | 3      |
| 5    | 12 | Jarno Trulli          | Jordan-Honda     | 62    | + 1 min 25 s 558                   | 5      | 2      |
| 6    | 11 | Heinz-Harald Frentzen | Jordan-Honda     | 61    | + 1 tour                           | 9      | 1      |
| 7    | 16 | Nick Heidfeld         | Sauber-Petronas  | 61    | + 1 tour                           | 12     |        |
| 8    | 9  | Olivier Panis         | BAR-Honda        | 61    | + 1 tour                           | 8      |        |
| 9    | 22 | Jean Alesi            | Prost-Acer       | 61    | + 1 tour                           | 14     |        |
| 10   | 15 | Enrique Bernoldi      | Arrows-Asiatech  | 60    | + 2 tours                          | 16     |        |
| 11   | 19 | Luciano Burti         | Jaguar-Ford      | 60    | + 2 tours                          | 15     |        |
| 12   | 8  | Jenson Button         | Benetton-Renault | 60    | + 2 tours                          | 21     |        |
| Abd. | 20 | Tarso Marques         | Minardi-European | 50    | Moteur                             | 22     |        |
| Abd. | 6  | Juan Pablo Montoya    | Williams-BMW     | 48    | Embrayage                          | 7      |        |
| Abd. | 18 | Eddie Irvine          | Jaguar-Ford      | 42    | Moteur                             | 13     |        |
| Abd. | 7  | Giancarlo Fisichella  | Benetton-Renault | 31    | Moteur                             | 19     |        |
| Abd. | 10 | Jacques Villeneuve    | BAR-Honda        | 30    | Moteur                             | 11     |        |
| Abd. | 23 | Gaston Mazzacane      | Prost-Acer       | 28    | Moteur                             | 20     |        |
| Abd. | 1  | Michael Schumacher    | Ferrari          | 24    | Roue                               | 4      |        |
| Abd. | 17 | Kimi Räikkönen        | Sauber-Petronas  | 17    | Direction                          | 10     |        |
| Abd. | 14 | Jos Verstappen        | Arrows-Asiatech  | 6     | Échappement                        | 17     |        |
| Abd. | 21 | Fernando Alonso       | Minardi-European | 5     | Accident                           | 18     |        |

## Pole position et record du tour
- Pole position : David Coulthard en 1 min 23 s 054 (vitesse moyenne : 213,822 km/h).
- Meilleur tour en course : Ralf Schumacher en 1 min 25 s 524 au 27e tour (vitesse moyenne : 207,647 km/h).

## Tours en tête
- Ralf Schumacher : 62 (1-62)

## Statistiques
- 1re victoire pour Ralf Schumacher.
- 104e victoire pour Williams en tant que constructeur.
- 10e victoire pour BMW en tant que motoriste.
- 21e et dernier Grand Prix pour Gastón Mazzacane.